# Black Time/L'amaro in bocca
Black Time / L'amaro in bocca è il quarto singolo su 7" de I Rokketti pubblicato nel 1967 dalla CDB.

## Tracce
Lato A
1. Black Time (Piero Umiliani, Sergio Odorici)

Lato B
1. L'amaro in bocca (Carlo Loi, Piero Umiliani)